# Japan Football League 1996
Estadísticas de la temporada 1996 de la Japan Football League.

## Desarrollo
El campeón fue Honda, pero como no cambió a tiempo su nombre, que seguía citando la propiedad corporativa, se le negó el ascenso a Primera División. Por otra parte, salió subcampeón Vissel Kobe, quien fue el único ascendido a la J. League.
Nippon Denso, el futuro F.C. Kariya, y Oita Trinity, posteriormente Oita Trinita, subieron a la JFL para esta temporada.

## Tabla de posiciones
| Pos. | Equipo                       | Pts. | PJ | G  | GPP | PP | P  | GF | GC | Dif. | Ascenso                    |
| ---- | ---------------------------- | ---- | -- | -- | --- | -- | -- | -- | -- | ---- | -------------------------- |
| 1    | Honda (C)                    | 75   | 30 | 22 | 3   | 0  | 5  | 83 | 35 | +48  |                            |
| 2    | Vissel Kobe (P)              | 75   | 30 | 23 | 2   | 0  | 5  | 78 | 32 | +46  | Ascendido a J. League 1997 |
| 3    | Tokyo Gas                    | 73   | 30 | 21 | 3   | 1  | 5  | 63 | 28 | +35  |                            |
| 4    | Tosu Futures                 | 62   | 30 | 17 | 3   | 2  | 8  | 68 | 43 | +25  | Disuelto                   |
| 5    | Consadole Sapporo            | 62   | 30 | 12 | 8   | 2  | 8  | 60 | 43 | +17  |                            |
| 6    | Brummell Sendai              | 56   | 30 | 11 | 7   | 2  | 10 | 67 | 52 | +15  |                            |
| 7    | Otsuka F.C. Vortis Tokushima | 55   | 30 | 14 | 4   | 1  | 11 | 56 | 41 | +15  |                            |
| 8    | Montedio Yamagata            | 49   | 30 | 11 | 5   | 1  | 13 | 45 | 49 | −4   |                            |
| 9    | Fujitsu Kawasaki             | 45   | 30 | 7  | 8   | 0  | 15 | 48 | 45 | +3   |                            |
| 10   | Oita F.C.                    | 39   | 30 | 7  | 6   | 0  | 17 | 42 | 52 | −10  |                            |
| 11   | Ventforet Kofu               | 33   | 30 | 8  | 3   | 0  | 19 | 50 | 56 | −6   |                            |
| 12   | Cosmo Oil Yokkaichi          | 33   | 30 | 6  | 5   | 0  | 19 | 31 | 59 | −28  | Disuelto                   |
| 13   | NTT Kanto                    | 23   | 30 | 1  | 6   | 2  | 21 | 36 | 55 | −19  |                            |
| 14   | Fukushima F.C.               | 22   | 30 | 1  | 6   | 1  | 22 | 30 | 63 | −33  |                            |
| 15   | Denso                        | 16   | 30 | 2  | 3   | 1  | 24 | 40 | 90 | −50  |                            |
| 16   | Seino Transportation         | 15   | 30 | 1  | 4   | 0  | 25 | 28 | 82 | −54  |                            |

 Fuente: 1996 JFL Final Standings
Criterios de clasificación: 1) puntos; 2) diferencia de goles; 3) número de goles marcados; 4) resultados entre los equipos en cuestión.